# Reformierte Kirche (Nüttermoor)

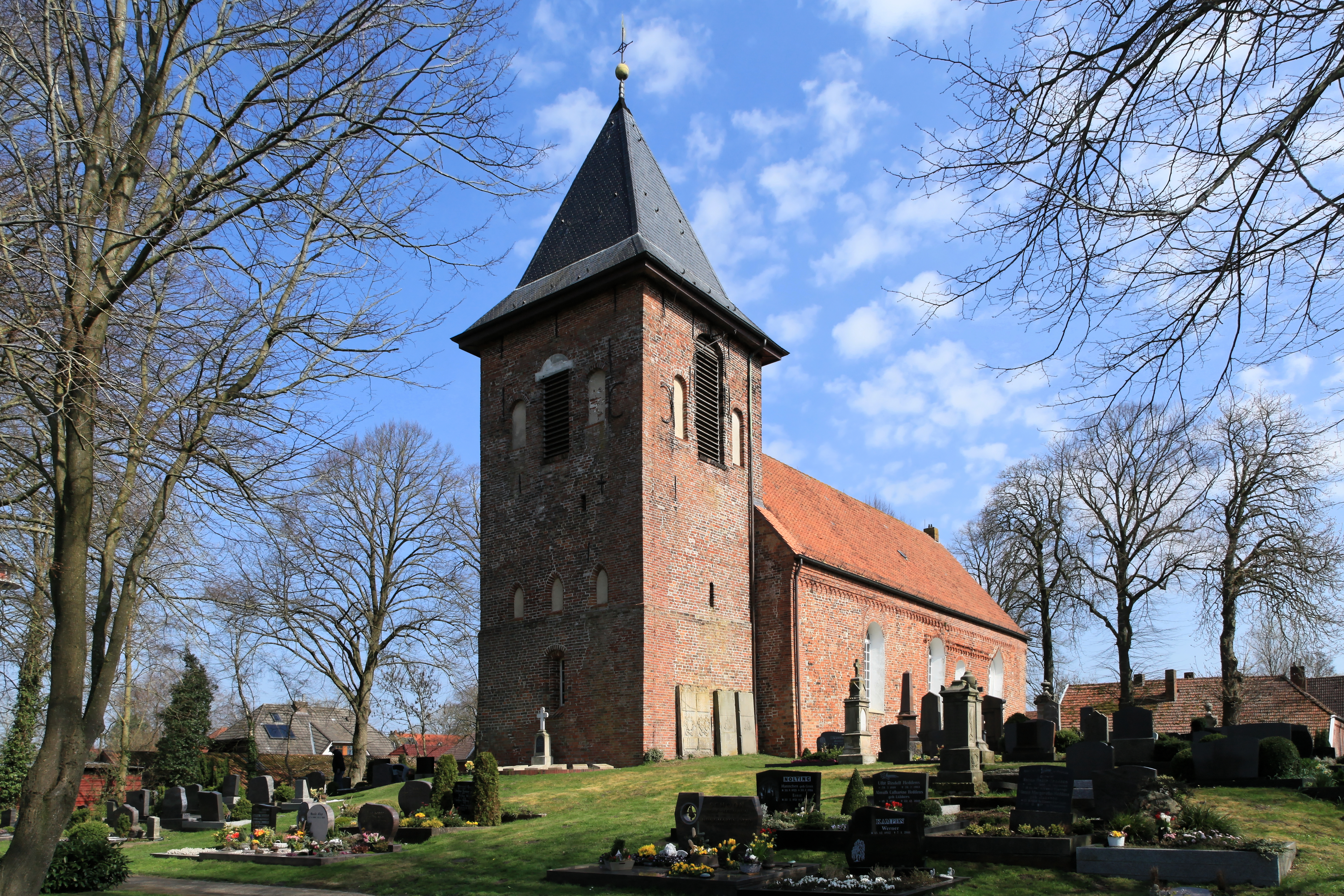
Kirche in Nüttermoor

Die Reformierte Kirche in Nüttermoor, einem Stadtteil in Leer (Ostfriesland), wurde um 1200 als Saalkirche auf einer Warft gebaut.

## Geschichte und Architektur
Die Kirche wurde als rechteckige Saalkirche um 1200 im Stil der Romanik am heutigen Dorfrand auf einem Geestrücken errichtet, der durch eine künstliche Warft zusätzlich erhöht wurde. Der Überlieferung nach haben Mönche des benachbarten Klosters Thedinga das Gotteshaus erbaut. Dafür, dass das Gotteshaus vor der Reformation dem heiligen Petrus geweiht war, gibt es bisher keinen Hinweis. 1529 wird der erste reformierte Prediger namens „Ubbo“ erwähnt, der die evangelische Lehre und das damals gebräuchliche Niederländisch als Gottesdienstsprache einführte. Das große Triumphkreuz und der Altar wurden entfernt, ebenso ein Bildstock mit der Kreuzigungsszene außen an der Südwand, und das Holz unter die Armen verteilt.
An jeder Längsseite sind drei größere Fenster eingebrochen, die ihre heutige Gestalt einer späteren Vergrößerung verdanken. Erhalten ist der Fries unter der Regentraufe. Bis 1725 wurden die heute zugemauerten Süd- und Nordportale als getrennte Eingänge für Männer und Frauen genutzt. Im 1796 wurde die letzte, die sogenannte „Copulationstür“, im Seitenschiff zugemauert. Im 17. Jahrhundert wurde ein Glockenturm errichtet, der im 19. Jahrhundert durch einen neuen Westturm ersetzt wurde, der im Untergeschoss mit einem Tonnengewölbe versehen ist. Das Pyramidendach wird von einem Turmknauf, Kreuz und einem Pferd als Windfahne bekrönt. Ende des 19. Jahrhunderts erfolgt eine Absenkung des Kirchenschiffs um einen Meter und die Erneuerung des Ostgiebels Anfang des 20. Jahrhunderts, nachdem ein benachbarter Hof abgebrannt war.
Im Jahr 1956 wurde die Kirche grundlegend saniert, insbesondere das Mauerwerk, das teilweise erneuert werden musste. Die ursprüngliche Höhe des Kirchenschiffs wurde wiederhergestellt, ein neuer Dachstuhl errichtet und der Eingang in den Bereich der Ostwand verlegt. Seit 1975 befindet sich im Glockenturm eine Leichenhalle. 1991 erfolgte der Einbau einer neuen Heizung und 1996 eine Restaurierung der Kanzel.

## Ausstattung
Der Abendmahltisch stammt aus dem 17. Jahrhundert und trägt das Wappen einer Groninger Familie. Der Kronleuchter wurde 1671 gestiftet. Die mittig an der Ostwand errichtete eichene Kanzel datiert von 1836.

## Orgel
Johann Gottfried Rohlfs schuf in den Jahren 1815/1816 die Orgel mit neun Registern auf einem Manual und Pedal. Das Instrument erhielt 1894/1895 ein Kegelladen-Pedal von Johann Diepenbrock mit zwei Stimmen und ist weitgehend erhalten. Jürgen Ahrend reparierte die Orgel im Jahr 1975. Eine Restaurierung erfolgte 1994/1995 durch Orgelbaumeister Bartelt Immer aus Norden. Im Jahr 2013 wurde in einem zweiten Bauabschnitt die Orgelrestaurierung abgeschlossen. Bartelt Immer reaktivierte das Pedal von Diepenbrock wieder und rekonstruierte die drei verlorenen Register (Traversflöte 8′, Dulcian 16′, Trompete 8′). Die Disposition lautet wie folgt:
| Manual C–f3  |     |
| Gedact       | 8′  |
| Traversflöte | 8′  |
| Prinzipal    | 4′  |
| Rohrflöte    | 4′  |
| Nassat       | 3′  |
| Octave       | 2′  |
| Mixtur III   |     |
| Dulcian B/D  | 16′ |
| Trompete B/D | 8′  |

| Pedal C–  |     |
| Subbaß    | 16′ |
| Octavbass | 8′  |